# Orquestra Simfònica de la Ràdio de Viena
L'Orquestra Simfònica de Ràdio de Viena (Radio-Symphonieorchester Wien) és l'única orquestra de ràdio a Àustria. Fundada el 1969, inicialment amb la denominació d'Orquestra Simfònica d'ORF (ORF-Symphonieorchester) fins al 1996 que canvià el nom. Des de l'any 2019 el seu director titular és Marin Alsop. Amb relació a altres orquestres austríaques, té com un dels principals objectius la interpretació de la música contemporània.

## Directors
- Marin Alsop (2019–present)
- Cornelius Meister (2010–2018)
- Bertrand de Billy (2002–2010)
- Dennis Russell Davies (1996-2002)
- Pinchas Steinberg (1989-1996)
- Lothar Zagrosek (1982-1986)
- Leif Segerstam (1975-1982)
- Milan Horvat (1969-1975)